# Cinnyris notatus
El suimanga piquilargo (Cinnyris notatus) es una especie de ave paseriforme de la familia Nectariniidae propia de Madagascar y las Comoras.

## Distribución
Se encuentra únicamente en las islas de Madagascar, Gran Comora y Mohéli.

## Subespecies
Se reconocen las siguientes:
- C. n. notatus (Statius Müller, PL, 1776) - Madagascar
- C. n. moebii Reichenow, 1887 - Grand Comora (algunos la reconocen como especie)[3]
- C. n. voeltzkowi Reichenow, 1905 - Mohéli e islotes adyacentes (algunos la reconocen como especie)[4]